# Meebo
 (avril 2020).
meebo est un webmessenger, disparu en 2012, permettant de se connecter simultanément à Jabber et plusieurs protocoles de messagerie instantanée dont AIM, Yahoo! Messenger, Facebook Chat, Google Talk, Windows Live Messenger et ICQ sans installer un seul de ces logiciels. meebo propose aussi son propre système de messagerie instantanée Jabber, avec identifiant personnel et salons de discussions.

## Historique
Début juin 2012, meebo est racheté par Google et arrête peu après son service de messagerie instantanée en ligne.

## Fonctionnalités
Le projet propose de combiner les fonctionnalités de Trillian ou de Pidgin avec la disponibilité d'AIM Express. meebo offre la possibilité de se connecter gratuitement et sans nécessairement avoir de compte chez meebo.
meebo a offert la possibilité de créer un compte utilisateur meebo le 16 février 2006, ce qui permet aux utilisateurs de se connecter à plusieurs services de messagerie en une seule connexion. Depuis le 4 mai 2006, meebo propose de stocker un journal des conversations associées à un compte utilisateur meebo. Les utilisateurs possédant un compte peuvent aussi renommer leurs contacts.
Depuis le 19 mars 2006, meebo incorpore une notification sonore de réception de messages, ainsi que la possibilité d'envoyer des messages à des personnes qui ne sont pas dans votre liste de contacts.
Le 2 août 2006, meebo lance le widget "meebo me", qui permet à ses utilisateurs d'intégrer meebo à leur site personnel.
Le pare-feu de certaines sociétés et écoles empêchent les employés et les élèves d'utiliser meebo. En réponse à ce problème, le 19 mai 2006, meebo a lancé meebo repeater, un outil qui permet aux utilisateurs de paramétrer leur propre proxy pour accéder au service meebo sur un PC sous Windows. Par conséquent, beaucoup d'écoles et de sociétés ont bloqué l'accès à cette page. Cependant, la plupart des entreprises et des écoles ne bloquent pas le trafic sur le port 443 (HTTPS), ainsi il est toujours possible de se connecter au service.
meebo permet donc aux utilisateurs connectés à un réseau bloqué par un pare-feu (un réseau qui bloque les différents protocoles de messagerie instantanée, mais pas le nom de domaine meebo.com) de se connecter à la messagerie instantanée grâce au fait que l'utilisateur ne se connecte qu'au port 443 (HTTPS) et le service meebo se connecte à son tour aux différents protocoles de messagerie.
meebo permet également d'afficher une image personnalisée sur n'importe quels clients locaux.
Netvibes a intégré la version finale de Meebo par défaut dans ses pages personnalisables.
Une application est disponible sur l'Android Market.

## Fonctionnalités non supportées
- Ne fonctionne avec meebo que lorsque la conversation est active. Si le destinataire n'a pas parlé pendant un moment, l'expéditeur ne pourra plus communiquer avec lui.
- Si un utilisateur hors-meebo change sa police de caractère, meebo ne repérera pas le changement et continuera d'afficher la police précédente.
- Protocoles et systèmes QQ, Gadu-Gadu, NateOn, Skype, Xfire, Mail.ru, Baidu Yi
- Support du navigateur Opera (sauf version 9.xx)

## Concurrents
- eBuddy